# Allers Späte
|  | Dieser Artikel wurde aufgrund von formalen oder inhaltlichen Mängeln in der Qualitätssicherung Biologie im Abschnitt „Kulturpflanzensorten“ zur Verbesserung eingetragen. Dies geschieht, um die Qualität der Biologie-Artikel auf ein akzeptables Niveau zu bringen. Bitte hilf mit, diesen Artikel zu verbessern! Artikel, die nicht signifikant verbessert werden, können gegebenenfalls gelöscht werden. Lies dazu auch die näheren Informationen in den Mindestanforderungen an Biologie-Artikel. |

Allers Späte ist eine zu den Herzkirschen gehörende schwarze Sorte der Süßkirschen.

## Herkunft
'Allers Späte' ist eine alte Lokalsorte aus dem Alten Land, wo sie früher sehr stark verbreitet war. Inzwischen wird die Anbaufläche immer kleiner. Ihre Bedeutung liegt vor allem in der Zucht, da aus ihr schon viele neue Sorten herausgezüchtet wurden. So unter anderem die Sorten 'Bianca', 'Alma' und 'Anabella'. 

## Frucht
Der Fruchtstiel ist mittellang. Die Steinfrucht ist mittelgroß und oval. Die Haut ist in der Vollreife schwarz. Das süße Fruchtfleisch ist mittelfest. Die Frucht ist relativ platzfest und reift in der 7. Kirschwoche.